# Alfred Gilch
Alfred Gilch (* 11. Juni 1918; † 15. Oktober 2013) war ein deutscher Schulleiter und Ministerialdirigent.

## Werdegang
Gilch schloss sein Studium als Diplom-Landwirt ab. Von 1956 bis 1965 war er Direktor der staatlichen Ackerbauschule in Schönbrunn. In dieser Zeit wurde 1957 die Landmaschinenschule errichtet und die 30 Hektar große Lehrwirtschaft für Obstbau in Deutenkofen erworben. 1960 wurde die Höhere Ackerbauschule in eine Ingenieurschule für Landwirtschaft mit einem sechssemestrigen Studiengang umgewandelt, die Viehhaltungs- und Melkerschule errichtet sowie das Lehrgut und der Geflügelzuchtstall neu errichtet.
1965 wechselte er in das Bayerische Staatsministerium für Ernährung, Landwirtschaft und Forsten, wo er 1980 im Amt eines Ministerialdirigenten in den Ruhestand trat.
Der Lehranstalt in Schönbrunn blieb er als ehrenamtlicher Geschäftsführer des Ehemaligenverbandes verbunden und wurde zu dessen Ehrenmitglied ernannt.

## Ehrungen
- Verdienstkreuz am Bande der Bundesrepublik Deutschland